# رینگستد، نورث‌همپتون‌شر
رینگستد (به انگلیسی: Ringstead) یک روستا و محله مدنی در بریتانیا است که در East Northamptonshire واقع شده‌است. رینگستد ۱٬۴۶۱ نفر جمعیت دارد.